# Ventimiglia di Sicilia
Ventimiglia di Sicilia es una localidad italiana de la provincia de  Palermo, región de Sicilia, con 2.078 habitantes.

Ubicación de la ciudad de Ventimiglia di Sicilia dentro de la provincia de Palermo.

## Evolución demográfica
| Gráfica de evolución demográfica de Ventimiglia di Sicilia entre 1861 y 2001 |
|                                                                              |
| Fuente ISTAT - Elaboración gráfica por parte de Wikipedia                    |